# Salomeus ortmanni
Salomeus ortmanni är en kräftdjursart. Salomeus ortmanni ingår i släktet Salomeus och familjen Alpheidae. Inga underarter finns listade i Catalogue of Life.